# Mayme Angel
Mayme Angel (яп. メイミー・エンジェル Мэйми Эндзэру) — сёдзё-манга, автором которой является Юмико Игараси. Впервые публиковалась издательством Kodansha в журнале Nakayoshi в период с апреля 1979 года по декабрь 1980. Параллельно с выпуском манги в журнале также издавались танкобоны.

## Сюжет
Действие происходит во времена американских пионеров, когда множество людей отправляется завоёвывать Дикий Запад. Мейми — маленькая девочка которая живет вместе со своей матерью и сестрами. Однажды она встречает мальчика по имени Джонни, в которого влюбляется, но Джонни уезжает в Орегон и с тех пор её мечта отправится Запад, чтобы найти любовь своего детства. Наконец наступает день когда её семья отправляется в сторону Дикого Запада, и по пути встречает других пионеров, среди которых она находит новых друзей.

## Информация об изданиях
Первое издание (1979—1981)
- Том 01 — код ISBN 4-06-108337-6 — дата выхода 09/1979
- Том 02 — код ISBN 4-06-108352-X — дата выхода 04/1980
- Том 03 — код ISBN 4-06-108365-1 — дата выхода 10/1980
- Том 04 — код ISBN 4-06-108373-2 — дата выхода 02/1981